# ریچارد هاو، ارل هاو اول
ریچارد هاو، ارل هاو اول (انگلیسی: Richard Howe, 1st Earl Howe; ۸ آوریل ۱۷۲۶ – ۵ اوت ۱۷۹۹) او افسر نیروی دریایی پادشاهی بریتانیا و سیاستمدار بود. پس از خدمت در جنگ جانشینی اتریش، به خاطر نقشش در عملیات آبی-خاکی علیه سواحل فرانسه به عنوان بخشی از سیاست بریتانیا در زمینه کاهش نفوذ دریایی در طول جنگ هفت ساله، شهرت یافت. او همچنین به عنوان کاپیتان نیروی دریایی در پیروزی قاطع نیروی دریایی بریتانیا در نبرد خلیج کیبرون در نوامبر ۱۷۵۹ شرکت داشت.
در آمریکای شمالی، هاو بیشتر به خاطر خدماتش در طول جنگ استقلال آمریکا شناخته می‌شود، زمانی که به عنوان فرمانده نیروی دریایی و کمیسر صلح با شورشیان آمریکایی فعالیت کرد. او همچنین در مراحل بعدی جنگ، در طول محاصره بزرگ جبل الطارق، عملیات امدادی موفقیت‌آمیزی انجام داد. هاو بعداً در طول جنگ اول ژوئن در ژوئن ۱۷۹۴ در طول جنگ‌های انقلاب فرانسه، فرماندهی ناوگان پیروز بریتانیا را بر عهده داشت.